# Radu Jude
Radu Jude (ur. 28 marca 1977 w Bukareszcie) – rumuński reżyser i scenarzysta filmowy. Przedstawiciel rumuńskiej nowej fali. Reżyseruje także spektakle teatralne.

## Życiorys
W 2003 ukończył studia na Wydziale Reżyserii Universitatea Media w Bukareszcie. Początkowo był asystentem reżysera na planie takich filmów jak Amen (2002) Costy-Gavrasa czy Śmierć pana Lăzărescu (2005) Cristiego Puiu.
Następnie kręcił filmy krótkometrażowe, w tym m.in. Lampę z kapturkiem (2006), która stała się najczęściej nagradzanym tytułem w historii rumuńskiego kina wśród krótkich metraży. Jude nagrał także ponad 100 reklam telewizyjnych.
Jego debiutem fabularnym była pokazana na 59. MFF w Berlinie Najszczęśliwsza dziewczyna na świecie (2009). Film został ciepło przyjęty i zdobył kilka nagród, podobnie jak następny obraz Jude, gorzka komedia Wszyscy w naszej rodzinie (2012). Oba tytuły łączy cierpki humor, krytyka współczesnej Rumunii, ale też ciepło i zrozumienie dla wyborów ich bohaterów.
Kolejny film Jude, Aferim! (2015), był jeszcze większym sukcesem. Ten osadzony w realiach XIX-wiecznej Wołoszczyzny western przyniósł reżyserowi Srebrnego Niedżwiedzia dla najlepszego reżysera na 65. Berlinale (ex aequo z Małgorzatą Szumowską). Również następny film twórcy, Zabliźnione serca (2016), spotkał się z pozytywnym odzewem krytyki i wyróżniono go m.in. na MFF w Locarno i Mar del Plata.
W 2016 wyreżyserował na deskach Teatru Narodowego w Timișoarze Sceny z życia małżeńskiego Ingmara Bergmana.
Następne filmy Jude coraz bardziej zmierzały w stronę autorskiego eseju, w którym wiwisekcji poddawana była bolesna historia Rumunii i jej wpływ na teraźniejszość kraju. Obraz Nie obchodzi mnie, czy przejdziemy do historii jako barbarzyńcy (2018) zdobył główną nagrodę Kryształowego Globusu na MFF w Karlowych Warach, a nakręcony w dobie pandemii i obyczajowo śmiały Niefortunny numerek lub szalone porno (2021) otrzymał Złotego Niedźwiedzia na 71. MFF w Berlinie.
Zasiadał w jury konkursu głównego na 73. MFF w Berlinie (2023).

## Filmografia

### Reżyser

#### Filmy fabularne
- 2009: Najszczęśliwsza dziewczyna na świecie (Cea mai fericită fată din lume)
- 2011: Film pentru prieteni
- 2012: Wszyscy w naszej rodzinie (Toată lumea din familia noastră)
- 2014: Scurt/4: Istorii de inimã neagrã – epizod
- 2015: Aferim!
- 2016: Zabliźnione serca (Inimi cicatrizate)
- 2017: The Dead Nation – dokumentalny
- 2018: Nie obchodzi mnie, czy przejdziemy do historii jako barbarzyńcy (Îmi este indiferent daca în istorie vom intra ca barbari)
- 2021: Niefortunny numerek lub szalone porno (Babardeală cu bucluc sau porno balamuc)
- 2023: Nie obiecujcie sobie zbyt wiele po końcu świata (Nu aștepta prea mult de la sfârșitul lumii)
- 2024: Osiem pocztówek z Utopii (Opt ilustrate din lumea ideală)
- 2025: Kontinental '25

#### Filmy krótkometrażowe
- 2006: Lampa z kapturkiem (Lampa cu caciula)
- 2006: Alexandra
- 2006: Dimineața
- 2013: O umbra de nor
- 2014: To może przejść przez ścianę (Trece și prin perete)

#### Seriale telewizyjne
- 2002: In familie[6][7]